# Rudolf L. Kusdas
Rudolf L. Kusdas (* 1858 in Unter-Zirknitz (Steiermark); † 13. September 1935 in Wien) war ein österreichischer Bergsteiger und Lehrer.

## Leben
Kusdas, der von Beruf Volksschullehrer war, widmete sich in seiner Freizeit dem Bergsteigen und Wandern. Er war in den zwei Jahrzehnten vor 1900 einer der Pioniere des führerlosen Bergsteigens (im Verein mit berühmten Bergsteigern wie Ludwig Purtscheller oder Eugen Guido Lammer) und erstieg im Alleingang viele Gipfel der Ostalpen, besonders in der Gruppe der Ötztaler Alpen.
Kusdas war zunächst Mitglied im Niederösterreichischen Gebirgsverein, später im Österreichischen Gebirgsverein. Seit 1925 war er dessen Ehrenmitglied. Er kannte alle Gruppen der Ostalpen und die wichtigsten der Westalpen und führte die meisten seiner Neubegehungen in den 1890er Jahren aus.

## Bekannte Erstersteigungen
- Schalwand, 2934 m (Ötztaler Alpen)
- Wassertalkogel, 3250 m, (Ötztaler Alpen)
- (Falkauner) Köpfle, 2834 m, (Ötztaler Alpen)